# Bulbasaur
Bulbasaur (jap. フシギダネ Fushigidane) – jeden z gatunków Pokémonów, typu trawiasto-trującego. Znajduje się pod pierwszym numerem w Narodowym Pokédeksie.

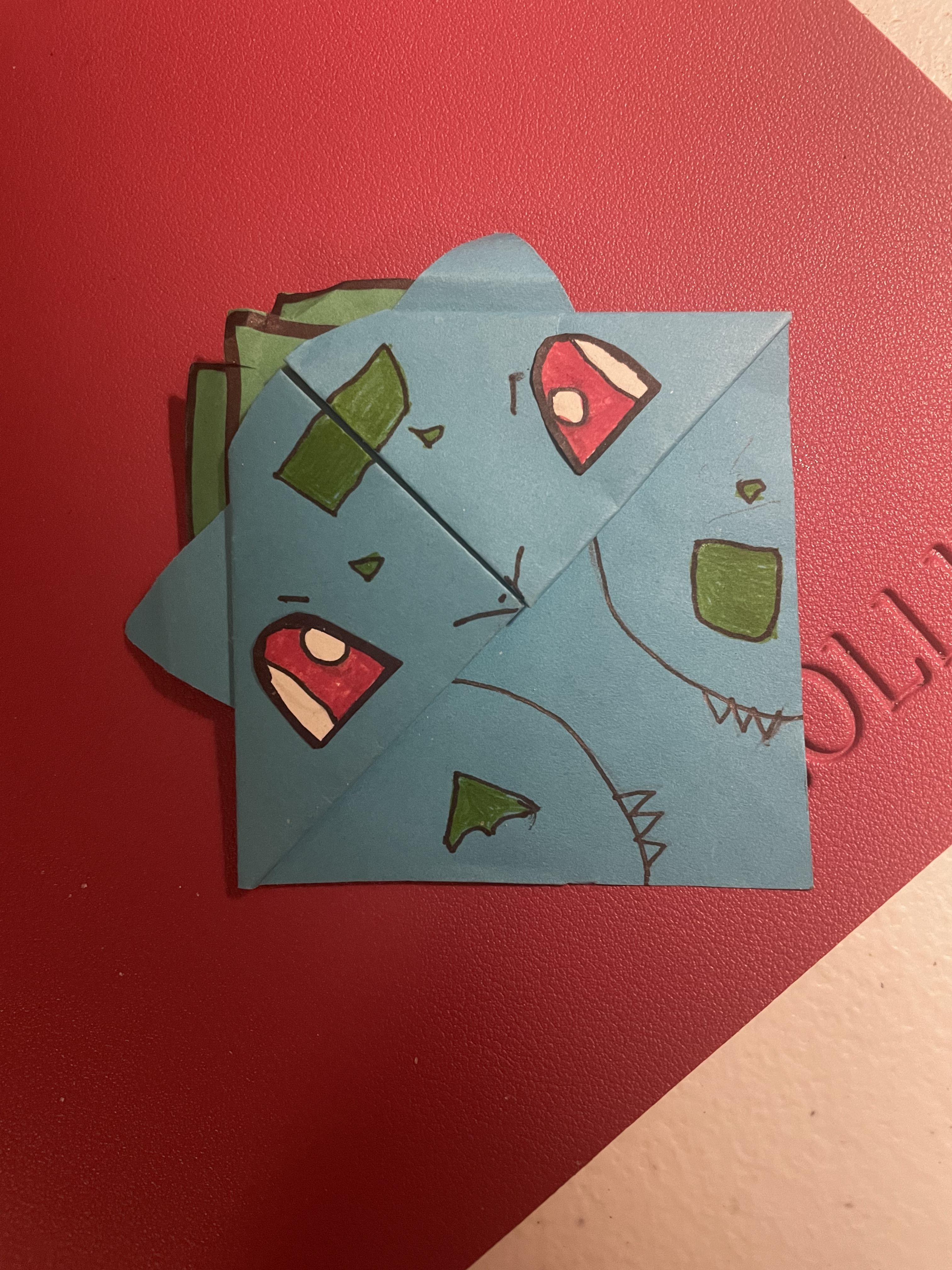
Bulbasaur zrobiony w wersji origami

Obok Charmandera i Squirtle'a jest jednym ze starterów w regionie Kanto i może zostać wybrany przez gracza na początku gier Pokémon Red, Blue, FireRed i LeafGreen.

## Informacje
Bulbasaur jest stworzeniem przypominającym gada z dużą, zieloną bulwą (lub cebulką) na plecach. Ma 70 cm wysokości, waży 6,9 kg. Może ewoluować w Ivysaura na poziomie 16, który może z kolei ewoluować w Venusaura na poziomie 32.
Bulbasaur jest małym Pokémonem poruszającym się na wszystkich czterech nogach, jest koloru zielonego. Posiada ciemniejsze punkciki na całym ciele. Dwa dzikie pnącza są używane, by chłostać nimi przeciwnika jak batem lub by kogoś albo coś chwycić, uwięzić. Bulbasaur używa często też innych ataków np. Ostry Liść, Usypiający Proszek, Wysysające Nasiono lub najsilniejszego ataku roślinnych Pokémonów – Słonecznego Promienia.
W anime, dwóch pierwszoplanowych bohaterów ma swojego Bulbasaura: Ash Ketchum i May. Bulbasaur Asha w pewnym momencie został odesłany do laboratorium Profesora Oaka, w celu nadzorowania innych Pokémonów w zagrodzie (choć nadal pozostawał własnością Asha). Samica Bulbasaura należąca do May ostatecznie wyewoluowała w najwyższe stadium.

## Odbiór
Bulbasaur jest jednym z najbardziej popularnych Pokémonów i ma swoją pozycję w kulturze popularnej. Wyprodukowano liczne zabawki (np. maskotki) z jego podobizną.
Od Bulbasaura wzięła nazwę Bulbapedia, anglojęzyczna fanowska encyklopedia poświęcona Pokémonom, działająca od 2005 roku.